# Bibelverbot
Ein Bibelverbot ist eine Zensur der Bibel durch Verbot ihres Gebrauchs, Besitzes, ihrer Lektüre oder ihrer Übersetzung.
In der mittelalterlichen Kirche betrafen die Verbote gegenüber religiösen Laien volkssprachliche Bibelausgaben. Klerikern war nie verboten, die lateinische Bibelübersetzung (die Vulgata) zu besitzen.
Die Bibelverbote der römisch-katholischen-Kirche der Neuzeit stehen in Verbindung mit dem Bücherverbot im Rahmen des Index librorum prohibitorum („Verzeichnis der verbotenen Bücher“). Bibelübersetzungen in Volkssprachen waren lange Zeit grundsätzlich verboten, Ausgaben der Vulgata wurden fallweise auf den Index gesetzt.
In der Gegenwart gibt es in mehreren, meist muslimischen Staaten Bibelverbote, so etwa in Saudi-Arabien. In Malaysia wurden 2009 Bibeln beschlagnahmt, weil „Gott“ darin mit „Allah“ übersetzt wurde. Das Verbot wurde vom Gericht als verfassungswidrig aufgehoben. Beanstandet werden auch über den persönlichen Gebrauch hinausgehende Bibelmengen, die der Missionierung dienen, vor allem durch evangelikale Gruppen. Zum Bibelverbot im Zusammenhang der Christenverfolgung siehe auch den Weltverfolgungsindex.

## Vorgeschichte
Das Alte Testament wurde in Hebräisch und teilweise in Aramäisch verfasst. Das Neue Testament wurde in Koine verfasst, einer Form des Altgriechischen, in der es auch Übersetzungen des Alten Testaments gab. Die Bücher wurden in verschiedene weitere Sprachen übersetzt, darunter Latein. Ab etwa 300 begann sich im Westen Latein als Sprache des Kultus durchzusetzen. Dazu trug auch bei, dass die Gebiete zum Weströmischen Reich gehörten, die Romanischen Sprachen alle vom Lateinischen abstammen und die frühesten schriftliche Zeugnisse der westgermanischen Sprachen erst aus dem 6. Jahrhundert datieren. 382–420 entstand eine neue Übersetzung in die lateinische Volkssprache, die Vulgata, die sich im 7. bis 9. Jahrhundert im westlich-katholischen Einflussgebiet allgemein durchsetzte und etwa ab dem 9. Jahrhundert dort als einzig gültige Bibel angesehen wurde (Geschichte der Bibelübersetzung). In den Ostkirchen blieb dagegen Griechisch dominant.

## Bis zur Druckpresse
Ab dem 5. Jahrhundert riet man den Laien, nicht alle Bücher der Bibel ohne Unterschied zu lesen, sondern vor allem das Neue Testament, da das Alte Testament leichter missverstanden werden könne.
Papst Gelasius I. bezeichnete Ende des 5. Jahrhunderts das Lesen der Apokryphen als gefährlich für Christen, verbot es aber nicht.
Um den Altslawischen Ritus gab es einiges Hin und Her. Nach Erklärungen Methods wurde er von Papst Johannes VIII. im Jahre 880 erstmals offiziell erlaubt. Danach wurde er mehrmals verboten (Johannes X. 920, ein vom päpstlichen Legaten Mainard 1059 geleitetes Konzil, bestätigt von Nikolaus II. und Alexander II.). In einem Brief an Vratislav II. von Böhmen vom 2. Januar 1080 widerrief Papst Gregor VII. die Erlaubnis seiner Vorgänger, die slawische Sprache verwenden zu dürfen. Als Begründung wird vorgetragen, dass „es dem allmächtigen Gott nicht ohne Grund gefallen habe, dass die Heilige Schrift in gewissen Gegenden verhüllt sei, damit sie nicht bei allseitiger Zugänglichkeit gewöhnlich werde und der Verachtung anheimfalle oder von mittelmäßigen Menschen falsch verstanden werde und so in Irrtum führe.“ Der Ritus stand jedoch unter dem Schutz der kroatischen Könige und war schließlich dort so fest verwurzelt, dass Papst Innozenz IV. im Jahre 1248 den Südslawen den ritus slavo-latinus wieder erlaubte.
Im Kampf gegen die bibelzentrierten Massenbewegungen der Katharer und der Waldenser, die eigene Übersetzungen auf Grundlage der Vulgata angefertigt hatten, schritt die Kirche zu einer verstärkten Kontrolle der Bibelrezeption.
1199 verbot Innozenz III. in einem Schreiben an den Bischof von Metz die Lektüre der Bibel in privaten Zusammenkünften (occultis conventiculis „finstere Versammlungen“, Konventikel), obgleich das Verlangen, die göttlichen Schriften zu lesen und zu studieren, nicht zu tadeln, sondern vielmehr zu empfehlen sei. Da sich jedoch der Einzelne kaum Bibeltexte beschaffen konnte, kam dieses Verbot praktisch einem Bibelverbot für Laien gleich. Im Jahr darauf schickte der Papst einige Äbte nach Metz, um die Verbrennung der französischen Bibelübersetzungen befehlen zu lassen. Im Jahre 1202 erließ der päpstliche Gesandte, Bischof Guido von Präneste, bei der Visitation in Löwen mehrere Bestimmungen. In einer davon hieß es, dass alle Bücher in romanischer und deutscher Sprache, die die Heilige Schrift beträfen, beim Bischof abgegeben werden sollten und er dann nach Gutdünken entscheide, welche er zurückgebe. Nach dem Konzil in Paris im Jahre 1210 erließ der Erzbischof von Sens, Petrus de Corbolio, ein Dekret, nach dem alle theologischen Schriften in romanischer Sprache mit Ausnahme der Heiligenlegenden den Diözesanbischöfen abzuliefern seien. Da in mehreren Bezirken innerhalb einer Stadt oder eines Kirchensprengels Einwohner mit unterschiedlicher Sprache, Gebräuchen und Sitten lebten, sollten nach einem Beschluss der vierten Kirchenversammlung im Lateran unter Innozenz III. im Jahre 1215 geeignete Leute gesucht werden, die das Priesteramt nach den jeweiligen Gebräuchen verrichteten.
Nach Ende des Albigenserkreuzzugs, zu dem Innozenz III. aufgerufen hatte, wurden 1229 unter Gregor IX. auf der Synode von Toulouse (Concil Tolosanum) die Bestimmungen gegen die Ketzer in dieser Kirchenprovinz verschärft. Die Inquisition arbeitete erstmals flächendeckend und es wurde die Universität Toulouse gegründet, auf die sich auch das Katholische Institut von Toulouse beruft. Auf der Synode wurde ein generelles Bibelverbot für Laien dieser Kirchenprovinz ausgesprochen, nur Psalterium und Brevier in lateinischer Sprache waren erlaubt.

“Prohibemus etiam, ne libros veteris testamenti aut novi laici permittantur habere; nisi forte psalterium vel breviarium pro divinis officiis aut horas beatae Mariae aliquis ex devotione habere velit. Sed ne praemissos libros habeant in vulgari translatos, archissime inhibemus.”

„Wir verbieten auch den Laien den Besitz von Büchern des Alten oder des Neuen Testaments, es sei denn einer möchte gerne ein Psalterium oder ein Brevier für das Heilige Officium oder das Stundengebet der Seligen Maria zur Andacht haben. Aber dass sie die vorgenannten Bücher in einer volkssprachlichen Übersetzung besitzen dürfen, das verbieten wir aufs Grundsätzlichste.“

Fälschlicherweise wird öfter angegeben, dieses Zitat sei 1233 auf der Synode von Bréziers wiederholt worden. Es wurden zwar Abschnitte aus Toulouse verwendet, aber nicht dieser. Im Zuge einer Bestätigung der 1215 auf dem Laterankonzil erfolgten Verdammung der Schriften von David von Dinant (Paris) befahl Gregor IX. im Jahre 1231, auch alle in romanischer Sprache geschriebenen theologischen Bücher an die Diözesanbischöfe abzugeben. Auf der Synode von Tarragona (Conventus Tarraconensis) im Jahre 1234 bestimmten die spanischen Bischöfe nach einem Dekret von König Jakob I., dass es jedem verboten sei, eine romanische Übersetzung der Bibel zu besitzen. Sie mussten innerhalb von acht Tagen zum Verbrennen abgegeben werden, anderenfalls galt man als Ketzer.

“Item statuitur, ne aliquis libros veteris vel novi testamenti in romanico habeat. Et si aliquis habeat, infra octo dies post publicationem huiusmodi constitutionis a tempore sententiae, tradat eos loci episcopo comburendos, quod nisi fecerit, sive clericus fuerit sive laicus, tamquam suspectus de haeresi, quousque se purgaverit, habeatur.”

„Außerdem wird verfügt, dass niemand im Besitz der alt- oder neutestamentlichen Bücher in der Muttersprache sein darf. Wenn jemand solche Bücher hat, muss er sie innerhalb von acht Tagen nach Bekanntmachung dieser Verordnung an den örtlichen Bischof abgeben, damit sie verbrannt werden können.
Wenn er dies nicht tut, ob Kleriker oder Laie, so gelte er als der Ketzerei verdächtig, bis er sich gereinigt hat.“

Eine neuerliche Synode im spanischen Tarragona im Jahre 1317 verbot franziskanischen Ordensmitgliedern der dritten Regel, theologische Bücher in der Volkssprache zu besitzen.
Auf der von Erzbischof Theodorich II. einberufenen Diözesansynode von Trier (Synodus Dioecesana Trevirensis) im Jahre 1231 wurden ebenfalls vermeintliche Ketzer erwähnt, allerdings mit deutschen Übersetzungen:

“Adversus enascentes undique haereses. Anno Domini MCCXXXI in ipsa civitate Treviri tres esse scholas haereticorum deprehensum. Et plures erant corum sectae, et multi eorum instructi erant scripturis sanctis, quas hebebant in Theutonicum translatas.”

„[…] Und mehrere gehörten jener Secte an und viele unter ihnen waren unterrichtet aus der heiligen Schrift, die sie ins Deutsche übersetzt besaßen.“

Auf der Synode von Béziers (Concilium Biterrense) im Jahre 1246 wurde ebenfalls beschlossen, dass die Laien keine lateinischen und volkssprachlichen und die Geistlichkeit keine volkssprachlichen theologischen Bücher haben dürften.

“Cap. XXXVI. De libris theologicis non tenendis etiam a laicis in latino, et neque ab ipsis, neque a clericis in vulgari […] teneri faciatis ad plenum, quicquid iustum noveritis et statutum.”

Kaiser Karl IV. erließ auf Bitten Papst Urbans V. 1369 in Lucca ein Edikt gegen deutsche Auslegungen der Heiligen Schrift, damit durch sie nicht Laien und böswillige Geister zu Häresie oder Irrtum verführt würden. Sein Sohn ließ trotzdem 1385 die handgeschriebene Wenzelsbibel beginnen.
Im Jahre 1376 ordnete Papst Gregor XI. an, dass alle Literatur über die Bibel der kirchlichen Leitung zu unterstellen sei. Dadurch waren nur die Vulgata und wenige schlechte Übersetzungen in Landessprachen geduldet.
John Wyclif (1330–1384), ein Theologe mit vorreformatorischen Ansichten, beendete 1383 die erste maßgebliche Bibelübersetzung aus dem Lateinischen ins Englische. Seine Lehren wurden schon 1381 durch die Universität und 1382 durch die Kirche verworfen. Aus Furcht vor einem Volksaufstand wurde Wyclif aber nicht angeklagt. Die Bibelübersetzung verursachte große Unruhe im Klerus und ihretwegen wurden mehrere abwehrende Provinzialsynoden einberufen. Hier setzte die 3. Synode von Oxford im Jahre 1408 einen Schlussstrich. In der Oxford Constitution bzw. Arundel Constitution wurde unter dem Vorsitz von Erzbischof Thomas Arundel beschlossen,

“[…] ut nemo deinceps textum aliquem sacrae scripturae auctoritate sua in linguam Anglicanam, vel aliam transferat, per viam libri vel libelli aut tractatus, nec legatur aliquis huiusmodi liber, libellus, aut tractatus iam noviter tempore dicti Iohannis Wyklyff, sive citra, compositus, aut in posterum componendus, in parte vel in toto, publice vel occulte, sub poena maioris excommunicationis, quousque per loci diocesanum, seu, si res exegerit, per concilium provinciale ipsa translatio fuerit approbata. Qui vero contra fecerit, ut fautor heresis et erroris similiter puniatur.”

„[…] dass niemand künftig von sich aus irgendeinen Text der Heiligen Schrift in die englische Sprache übersetze oder in irgendeine andere, als Buch, Schrift oder Traktat, noch dass ein solches Buch, Schrift oder Traktat gelesen werde, ob es neu in der Zeit des besagten John Wyclif verfasst wurde oder in Zukunft erst geschrieben werden soll, ob in Teilen oder als ganzes, öffentlich oder verborgen. Dies steht so lange unter der Strafe des großen Kirchenbanns, bis der Bischof des Ortes oder, falls nötig, ein Provinzialkonzil die besagte Übersetzung approbiert habe. Wer aber dagegen handelt, der soll wie ein Häretiker und Irrlehrer bestraft werden.“

Im Gegensatz zu vorher waren nun auch Übersetzungen der liturgischen Lese- und Predigttexte (Psalmen, Perikopen aus den Evangelien und Briefen) an eine Begutachtung durch die Kirche gebunden. Einzelne wie William Butler wollten sogar noch weiter gehen und auch Bibelübersetzungen ins Lateinische genehmigungspflichtig machen. Auf dem Konzil von Konstanz im Jahre 1415 wurde Wycliff schließlich zum Ketzer erklärt und verdammt als „jener giftige Bube einer verdammungswürdigen Ketzerei, der eine neue Übersetzung der Heiligen Schrift in seiner Muttersprache eingefuehrt hat“. Seine Helfer Nicholas von Hereford und John Purvey wurden zum Widerruf ihrer Lehren gezwungen und seine Gebeine, wie vom Konzil bestimmt, schließlich 1428 verbrannt. Von der Bibelübersetzung sind bis heute an die 200 damals heimlich gelesene Handschriften erhalten geblieben. Gedruckt wurde sie aber erst 1731, als Wyclif historisch als Vorvater der englischen Reformation begriffen wurde. Die nächste englische Bibelübersetzung war die von William Tyndale, die ab 1525 außerhalb Englands in Protestanten wohlgesinnten Gebieten Deutschlands gedruckt werden musste. Tyndale selber wurde wegen seines Übersetzungswerks zum Tod auf dem Scheiterhaufen verurteilt und 1536 in der Nähe von Brüssel erwürgt und danach verbrannt.

## Von der Druckpresse bis zur Reformation
Um 1440–1450 begann Johannes Gutenberg den wegweisenden Buchdruck mit beweglichen Lettern, der sich schnell in Europa verbreitete. Die 1466 erschienene Mentelin-Bibel war die erste in einer Volkssprache gedruckte Bibel, eine Wort-für-Wort-Übersetzung der Vulgata.
Papst Paul II. (Pontifikat 1464–1471) bestätigte die Verordnung von Jakob I. von Aragon über das Verbot von Bibeln in der Landessprache. Unter Isabella I. von Kastilien und ihrem Mann Ferdinand II. (Regentschaften 1474–1516) wurde das Verbot von Bibeln in der Volkssprache spanisches Staatsgesetz. Die von ihnen eingeführte Inquisition ordnete 1497, fünf Jahre nach der Vertreibung der Juden aus Spanien, die Vernichtung aller hebräischen Bücher und aller volkssprachlichen Bibeln an. Im Jahr darauf wurde als Begründung nachgereicht, es sei unmöglich, die Bibel in eine moderne Sprache zu übersetzen, ohne Irrtümer zu begehen, die Ungelehrte und insbesondere Neubekehrte in Glaubenszweifel stürzen könnten.
Die erste Bibelübersetzung in eine romanische Sprache, eine Übertragung der Vulgata ins Valencianische, stammt von dem Karthäuser-Ordensgeneral Bonifatius Ferrer (1355–1417) und wurde 1478 gedruckt. Eine Nachfolgerin erschien erst wieder im Jahre 1790.
Mit Schreiben vom 17. März 1479 ermächtigte Sixtus IV. den Rektor und Dekan der Kölner Universität, mit kirchlichen Zensuren gegen Drucker, Käufer und Leser häretischer Bücher einzuschreiten. Diese Ermächtigung wurde von Alexander VI. bestätigt. In mehreren theologischen und nichttheologischen Büchern aus dieser Zeit ist eine Druckerlaubnis mitgedruckt. Aus dieser Zeit sind auch Druckerlaubnisse des Patriarchen von Venedig zu finden. Mit dem Zensuredikt vom 4. Januar 1486 und einer Ausführungsverordnung vom 10. Januar erließ der Kurfürst-Erzbischof Berthold von Henneberg von Mainz in der Frühzeit des Buchdrucks die erste Zensurverordnung im deutschsprachigen Raum für Mainz, Erfurt und Frankfurt. Es ging dabei nicht um allgemeine Gesichtspunkte, sondern um religiöse Texte, vor allem um aus dem Lateinischen und Griechischen ins Deutsche übersetzte Texte. Berthold war der Meinung, dass die deutsche Sprache zu armselig sei, um die wohlformulierten lateinischen und griechischen Texte wiederzugeben. Bis zu diesem Zeitpunkt waren noch keine ketzerischen Schriften auf Deutsch gedruckt erschienen, aber seit 1466 etwa zehn relativ gleichlautende Bibelübersetzungen.

„Die göttliche Buchdruckerkunst macht aller Welt den Gebrauch von Büchern zur Belehrung und Erbauung zugänglich. Viele aber mißbrauchen, wie wir gesehen haben, diese Kunst aus Ruhmessucht und Geldgier, sodaß sie die Menschheit verderben, statt sie aufzuklären. So finden sich zur Herabsetzung der Religion und ihrer Spitzen Schriften in den Händen des Volks, welche aus dem Lateinischen ins Deutsche übersetzt sind (libri de divinis officiis et apicibus religionis nostrae). Die heiligen Gesetze und Canones sind aber von weisen und beredten Männern mit so großer Sorgfalt und Geschicklichkeit zusammengestellt und ihr Verständnis ist so schwierig, daß zu ihrer Bewältigung die Dauer des menschlichen Lebens selbst für den Einsichtigsten kaum ausreicht. Gleichwohl haben einige freche und unwissende Leute es gewagt, jene Schriften in so schlechtes gewöhnliches Deutsch zu übersetzen, daß selbst Gelehrte durch ihre Arbeitet zu großen Misverständnissen verführt sind. […] Diese Übersetzer nun, ob sie in gutem oder schlechtem Glauben handeln, können nicht behaupten, daß die deutsche Sprache fähig sei, das genau wiederzugeben, was jene ausgezeichneten griechischen und lateinischen Autoren mit der sorgfältigsten Genauigkeit des Ausdrucks und der vollsten Kenntnis des Gegenstandes über die erhabenen Spekulationen des christlichen Glaubens geschrieben haben; sie müssen vielmehr einräumen, daß die Armut unserer Sprache ihre Bemühungen vereitelt und daß sie aus diesem Grunde gezwungen sind, ihr Hirn zur Erfindung neuer Ausdrücke zu martern, oder bei einzelnen alten Schriftstellern den Sinn zu entstellen, was Wir wegen der damit für die heiligen Schriften verbundenen Gefahr noch mehr fürchten, denn Wir besorgen sehr, daß, wenn sie nur die alten gebrauchen, sie den Inhalt der geoffenbarten Wahrheit ändern, woraus eine ungeheuere Gefahr für die heiligen Schriften entsteht. Wer aber gibt den ungebildeten Männern und Frauen, welchen die heiligen Bücher in die Hände fallen, die Fähigkeit, den richtigen Sinn herauszufinden? Wenn man z. B. den Text des Evangeliums oder die Briefe des heiligen Paulus prüft, so wird jeder unterrichtete Mensch sich leicht davon überzeugen, daß viele Stellen durch andere Schriften ergänzt werden müssen. […] Da aber jene göttliche Kunst – und dieser Titel gebührt ihr – in Unserm goldenen Mainz erfunden ist, wo sie beständige Fortschritte gemacht hat, so haben Wir das volle Recht, ihren Ruhm zu verteidigen und erfüllen nur Unsere Pflicht, wenn Wir die Reinheit der göttlichen Schriften vor jeder Beschmutzung bewahren.“

Für jedes ins Deutsche übersetzte Buch war vor Verbreitung eine Erlaubnis bestimmter Universitätsprofessoren einzuholen. Andernfalls sei man exkommuniziert, die Bücher würden eingezogen und man habe noch eine Strafe von 100 Goldgulden an ihn zu zahlen. Aufgrund einer Bulle von Innozenz VIII. aus dem Jahre 1486 gab es auch in Köln eine universitäre und später durch den Offizial des Erzbischofs durchgeführte Vorzensur. Alexander VI. dehnte die Präventivzensur mit seiner Bulle vom 1. Juni 1501 auf alle Schriften der drei geistlichen Kurfürstentümer Köln, Mainz und Trier und das Erzbistum Magdeburg aus, in denen so viele ketzerische Bücher und Abhandlungen gedruckt wurden. Papst Leo X. bestimmte auf dem 5. Laterankonzil am 3. Mai 1515 in der Bulle Inter Solicitudines, dass in allen Diözesen alle zu druckenden Bücher oder Schriften durch den Inquisitor, Bischof oder einen vom Bischof beauftragten Wissenschaftler sorgfältig geprüft und durch ihre eigenhändige Unterschrift freigegeben werden müssten. Bei Zuwiderhandeln drohten der Verlust der Bücher durch öffentliche Verbrennung, hundert Dukaten Strafe an die Fabrik des Apostelfürsten in Rom ohne Hoffnung auf Nachlass, Entziehung der Druckerlaubnis für ein Jahr und Exkommunikation. Bei Wiederholung („wenn er hartnäckig ist“) sei er von seinem Bischof mit allen rechtlichen Mitteln so zu züchtigen, dass andere nicht Ähnliches wagten.

## Reformation bis etwa zum Augsburger Religionsfrieden
Zwischen 1516 und 1535 veröffentlichte Erasmus von Rotterdam mehrere Ausgaben seines Novum Instrumentum omne bzw. Novum Testamentum. Es war eine Doppelausgabe in einer neuen lateinischen Fassung und der erste Druck des griechischen Textes, der an wenigen Stellen rekonstruiert war. 1517 veröffentlichte Luther seine 95 Thesen, 1521 wurde er mit der Bulle Decet Romanum Pontificem exkommuniziert, zum Häretiker deklariert sowie das Wormser Edikt erlassen, 1522 erschien seine erste Übersetzung des Neuen Testaments auf Grundlage des griechischen Textes von Erasmus und 1534 die gesamte Heilige Schrift. Auf dem Konzil von Trient wurden Luthers und auch Erasmus’ Schriften auf den Index gesetzt. Im später gedruckten Index kamen auch explizit deren Bibeln vor und allgemein alle ähnlichen Bibelausgaben.

“Biblia cum recognitione Martini Luteri. […] Cum universis similibus Bibliis ubicunque excusis. […] Novum Testamentum cum duplici interpretatione D.[esiderius] Erasmi & veteris interpretis. Harmonia item Evangelica, & copioso Indice […] Cum omnibus similibus libris Novi Testamenti.”

„[…] nebst allen ähnlichen Bibeln, wo sie auch gedruckt sein mögen. […] […] nebst allen ähnlichen Neuen Testamenten, wo sie auch gedruckt sein mögen.“

Die Verwendung von Erasmus’ Buch und damit das Verlassen der Vulgata konnte somit allein Grund genug sein, Übersetzungen zu verdammen. Später wurde Erasmus in eine mildere Indexklasse eingestuft. Viele spätere Übersetzungen haben Erasmus’ Buch als Grundlage.
Das Wormser Edikt gegen Luther wurde nicht im ganzen Reich beachtet. Am 6. März 1523 wurde auf dem Reichstag in Nürnberg verordnet, dass die Stände bis zum geforderten Konzil, so viel an ihnen liege, in ihrem Gebiet dafür sorgen sollten, dass keine neuen Schriften gedruckt oder verkauft würden, bevor sie nicht von verständigen Männern begutachtet worden wären. Andere Schriften, namentlich Schmähschriften, sollten unter schwerer Strafe verboten werden. Der apostolische Nuntius Chieregati hatte vergebens die Einschärfung des Wormser Edikts und jener Bestimmung des Laterankonzils verlangt, nach der kein Buch ohne Genehmigung des Ortsbischofs oder seines Vertreters gedruckt werden dürfe. Der Nürnberger Reichstag von 1524 bestimmte, dass die Reichsstände „so viel wie möglich“ dem Wormser Edikt nachkommen sollten, und wiederholte sonst den Beschluss von 1523. Papst Clemens VII. beklagte sich beim Kaiser und bei den Königen von England und Frankreich über den Beschluss von 1523. Karl V. bestand in einem Schreiben vom 15. Juli 1524 auf der Durchführung des Wormser Edikts. Auf dem Reichstag in Speyer im Jahre 1526 ließ er diese Forderung aber fallen und es wurde am 27. August beschlossen, dass bis zu dem geplanten Konzil jeder Reichsstand in Bezug auf das Wormser Edikt „für sich also leben, regieren und sich verhalten solle, wie er es vor Gott und dem Kaiser hoffe und vertraue zu verantworten“. Auch der Speyerer Reichstag von 1529 bestätigte hinsichtlich des Bücherwesens im Wesentlichen nur die Beschlüsse von 1523. Auf dem Reichstag von Augsburg übergab der Nuntius dem Kaiser am 13. Mai 1530 eine Denkschrift, in der empfohlen wurde, das Wormser Edikt und die Bulle von Leo X. durch kaiserliche Verordnung und unter Androhung von Strafen umzusetzen. Zum Abschluss des Reichstags am 19. November 1530 wurde aber nur zusätzlich beschlossen, dass nichts ohne Angabe des Druckers und des Druckorts gedruckt werden dürfe. Auf dem Reichstag von 1541 wurde die Verordnung gegen die Schmähschriften wiederholt.

### England
Heinrich VIII. von England änderte mehrmals seine Meinung zur Übersetzungsfrage. In einer Proklamation von 1530 sagte er, dass die Prälaten usw. der Ansicht seien, es sei nicht nötig, die Bibel ins Englische zu übersetzen und in die Hände des gewöhnlichen Volkes zu geben. Das Lesen einer solchen Übersetzung müsse von der Erlaubnis der Oberen abhängig gemacht werden. Alle im Ausland gedruckten englischen Bücher wurden verboten und sollten innerhalb von 14 Tagen beim Bischof abgeliefert werden. Neue englische Bücher, die die Heilige Schrift beträfen, dürften nicht ohne Erlaubnis des Bischofs und Angabe des Autors gedruckt werden. Wenn einmal die Gefahr der Verbreitung ketzerischer Schriften vorüber sei, solle die Bibel übersetzt werden. Inzwischen seien aber alle englischen, französischen und niederdeutschen (dutch) Versionen abzuliefern, ausgenommen jene, denen der König und die Bischöfe die Korrektur derselben auftrage. Die Tyndale-Übersetzung, die einzige, die bisher gedruckt worden war, wurde wiederholt wegen der Übersetzungsfehler und der Anmerkungen und umfangreichen Prologe verboten. Im Jahre 1534 beantragte die Convocation von Canterbury, der König möge die Bibel durch geeignete Personen übersetzen lassen und das Lesen dieser Übersetzungen gestatten. Der König bestimmte zwar keine Übersetzer, aber von 1535 an erschienen neue Übersetzungen. Generalvikar Thomas Cromwell, der 1540 wegen Hochverrat und Ketzerei hingerichtet wurde, verordnete 1536 und 1538, ein Exemplar einer Bibelübersetzung von Miles Coverdale (eine Bearbeitung der Tyndale-Bibel) in großem Format angekettet in jeder Kirche aufzulegen. Heinrich VIII. klagte jedoch schon 1539 über die Weise, wie seine Erlaubnis, die Bibel zu lesen, missbraucht werde. In Verordnungen von 1538 und 1539 wurde bestimmt, dass niemand ohne Erlaubnis des Königs englische Bücher verkaufen dürfe und niemand englische Bibeln mit Anmerkungen und Vorreden drucken oder importieren solle, wenn sie nicht durch autorisierte Stellen überprüft seien. 1542 wurde in der Convocation über die Mängel der Bibel verhandelt und mit einer neuen Übersetzung begonnen. 1543 wurde die Tyndale-Bibel vom König nochmals verboten und es wurde angeordnet, aus allen Bibeln und Neuen Testamenten die Anmerkungen zu entfernen. Weiterhin wurde bestimmt, dass ohne Erlaubnis des Königs die niederen Stände auch die nicht verbotenen Übersetzungen nicht mehr lesen dürften, da sie das Privileg, die Bibel zu lesen, so viel missbraucht hätten. 1546, im letzten Regierungsjahr Heinrichs VIII., wurde nochmals verordnet, dass ohne ausdrückliche Erlaubnis kein auswärts gedrucktes englisches Buch über die christliche Religion eingeführt werden dürfe.
Unter der Regentschaft der römisch-katholischen Königin Maria I. wurden die Bestimmungen der Bulle Inter Solicitudines (1515) in den „Reformationsdekreten“ des päpstlichen Legaten Kardinal Pole im Jahre 1556 publiziert. Da verschiedene Bücher voller Ketzerei, Aufruhr und Verrat aus dem Ausland eingeschleppt und im Lande heimlich gedruckt würden, bestimmte Maria I. im Jahre 1558, dass Besitzer solcher Bücher als Rebellen angesehen werden und nach dem Martialgesetz bestraft werden sollten.

### Konzil von Trient und der „Index librorum prohibitorum“
Auf dem Konzil von Trient wurde die Vulgata für ‚authentisch‘ und ihr Gebrauch in öffentlichen Zusammenhängen für verpflichtend erklärt (Sessio IV; 8. April 1546); das Konzil legte allerdings keine bestimmte Ausgabe der Vulgata als verbindlich fest und forderte eine verbesserte Neuausgabe.
Bei den Verhandlungen im März und April 1546 wurde ausführlich, aber vorerst ergebnislos auch darüber diskutiert, ob Bibelübersetzungen in die Volkssprache verboten werden sollten. Die Konzilsväter führten den unterschiedlichen Umgang mit Bibel-Ausgaben und -Übersetzungen sowohl in den verschiedenen katholischen Ländern als auch in der Kirchengeschichte als Argumente sowohl für als auch gegen ein solches Verbot an.
In der Zwischenzeit wurde die Buchzensur im Reich und in der Kirche verschärft. Paul III. gründete 1542 die Römische Inquisition, die unter anderem den Auftrag hatte, die Vorzensur von Büchern zu religiösen Themen in der gesamten Kirche zu verbessern. Erstmals 1559 erschien der römische Index Librorum Prohibitorum als wichtiges Hilfsmittel dieser Zensur; bereits in dieser Fassung waren die Lutherbibel; volkssprachliche Bibelübersetzungen im allgeinen sowie 30 lateinische Bibelausgaben als verboten aufgeführt.
Auf dem Reichstag von 1548 war derweil die Buchzensur ebenfalls neu und weiter gefasst worden. Es sei nichts zu genehmigen, was „aufrührerisch und schmählich oder der katholischen allgemeinen Lehre der heiligen christlichen Kirche ungemäss oder widerwärtig sei“. Die schon gedruckten Bücher Luthers seien zu unterdrücken.
Während seiner dritten Tagungsperiode beschloss das Konzil dann am 26. Februar 1562 die Einsetzung einer Kommission für die Vorzensur von Büchern, arbeitet allgemeine Regeln für Bücherverbote (unter anderem volkssprachliche Bibelübersetzungen) aus und übertrug die Fortführung dieser Arbeit dem Papst. 1571 setzte Pius V. dann eine eigene Indexkongregation ein, die den Index Librorum Prohibitorum immer wieder überarbeitete.

### Niederlande
In den Niederlanden erließ Karl V. ab dem Wormser Edikt von 1521 bis 1550 eine Reihe von Verordnungen (Palcate) über (primär ketzerische) Buchdrucke. Er erließ sie kraft seiner landesherrlichen Gewalt und bezog sich nicht auf die Dekrete der Konzile und Päpste. Nur die Einführung der Inquisition fand unter Mitwirkung der Päpste statt. Neben personenbezogenen und Listungen von Einzelwerken gab es sprachbezogene Buchverbote gegen deutsche, flämische und französische ketzerische Werke (1526), aber nur gegen bestimmte holländische Übersetzungen. Manche allgemeinen Werke von Ketzern durften erscheinen, wenn der Name nicht genannt wurde. Einzelnen wurde erlaubt, Luthers Schriften zu besitzen, um sie zu widerlegen. Von Karls Sohn Philipp II. wurden die Gesetze nicht wesentlich erweitert, aber bestätigt und eingeschärft. Als Strafen für Ketzerei, und dazu genügte der Besitz oder das Lesen verbotener Bücher, konnte man sich beim ersten Male meist durch Abschwörung retten. Wurde dies verweigert, so gab es „Leib oder Gut, je nach Umständen“ (1524), Androhung der Verbannung (1526) und die Todesstrafe (1529, 1531). Bei Letzterer seien Männer zu enthaupten und die Köpfe auf Pfähle zu stecken, Frauen lebendig zu begraben. Rückfällige wurden verbrannt. Als Verbotsverzeichnis wurden nach unbenannten relativ kurzen Listen von 1526, 1529 und 1540 – manchmal mit Verweis auf eine Verdammung durch die Löwener Universität – die Löwener Kataloge von 1546 und 1550 verwendet. Zeitweise waren sie bei jedem Buchhändler auszuhängen. Teile fanden sich später in den spanischen Katalogen und im römischen Index. In dem Katalog finden sich auch nicht ketzerische Schriften, die in gefährlichen Zeiten besser nicht gelesen und dem gemeinen Volk und jungen Leuten nicht in die Hand gegeben werden sollten. Nicht in den Niederlanden vorgefundene Bücher wurden nicht aufgenommen, um die Aufmerksamkeit nicht darauf zu lenken. Zusätzlich angefügt war ein Verzeichnis von Büchern, die in der Schule verwendet werden durften. Zu den Bibeln wurde im Katalog von 1546 bemerkt, dass in einigen, besonders in französischen und deutschen, der Sinn durch falsche Übersetzung oder durch Zusätze oder Auslassungen korrumpiert werde. Andere gäben vor, der Vulgata zu folgen, mengten aber Dinge aus dem Griechischen ein. In einigen sei zwar die Übersetzung gut, aber die Drucker hätten schlechte Vorreden, Noten usw. beigefügt. Mitunter enthielten auch Summarien zu den einzelnen Kapiteln und Randbemerkungen Irrtümer. Der Katalog von 1546 enthält 25 lateinische Bibeln und drei lateinische Neue Testamente, von deutschen Bibeln meist die Antwerpener Ausgaben, und zwei französische Bibeln sowie vier französische Neue Testamente aus Antwerpen. Nach einem Erlass vom 29. April 1550 war es Laien verboten, über die Heilige Schrift zu disputieren. Die Heilige Schrift zu erklären sollte nur den von der Universität oder von den Bischöfen Ermächtigten zustehen. Am 25. September folgte eine Zusatzverordnung, dass dies nicht für diejenigen gelte, die sich einfach über die Heilige Schrift nach kirchlichem Verständnis unterhielten.

### Frankreich
In Frankreich wurden Verbote bestimmter Bücher durch den König oder die Parlamente auf Antrag der Bischöfe oder staatlich eingesetzter Inquisitoren publiziert. Begutachtungen übernahm vor allem die Sorbonne. Am 18. März 1521 verfügte Franz I. auf Antrag der Pariser Universität, dass Pariser Buchhändler keine neuen lateinischen oder französischen, den christlichen Glauben betreffenden Bücher drucken dürften, bevor sie von einer theologischen Fakultät oder Deputierten geprüft worden seien. Am 2. Mai 1542 erweiterte das Parlament diese Verordnung dahin, dass nichts ohne Genehmigung des Rektors und des Dekans gedruckt werden und dass der Rektor je zwei Mitglieder jeder Fakultät zur Prüfung der betreffenden Schriften bestellen sollte. Im Jahre 1569 wurde für Bibeln und religiöse Bücher überhaupt die Approbation durch vier Doktoren vorgeschrieben. Eingeführte Bücherballen sollten nur unter behördlicher Aufsicht geöffnet werden. Ab 1551 war die Einfuhr von Büchern aus Genf oder anderen notorisch von der Kirche abgefallenen Orten generell verboten. Am 26. August 1525 erklärte die Sorbonne auf Anfrage des Parlaments, dass eine Bibelübersetzung der Horae B. M. V. von Meresotte keine Druckerlaubnis erhalten könne, nach früheren Beschlüssen der Fakultät sei es überhaupt unter den jetzigen Verhältnissen gefährlich, Übersetzungen der Bibel oder biblischer Bücher zu veröffentlichen; die bereits erschienenen sollten besser unterdrückt als geduldet werden. Dies wurde dann auch am 5. Februar 1526 beschlossen. Eine seltene Ausnahme bildete eine Erlaubnis der Sorbonne für ein Paulusevangelium im Jahre 1530, das aus dem Lateinischen ins Französische übersetzt wurde. Von 1543 bis 1556 gab es an der Sorbonne einen Katalog verbotener Bücher, der später in jeder Buchhandlung vorhanden sein musste. Darin fand sich auch eine allgemeine Bemerkung: Wie gefährlich es sei, das Lesen von Bibelübersetzungen in der Volkssprache auch ungebildeten Leuten und solchen, die sie nicht mit frommem und demütigem Sinne läsen – wie es deren jetzt viele gäbe –, zu gestatten, das zeigten die Waldenser, Albigenser etc. Darum sei mit Rücksicht auf die Bosheit der Menschen in der Gegenwart das Übersetzen der Bibel in die Volkssprache als gefährlich und verderblich anzusehen. Der spätere römische Index kam in Frankreich nie zur Anwendung, ein eigener geplanter aus dem Jahre 1562 wurde letztlich nicht veröffentlicht. Durch das Édit de pacification Heinrichs III. von 1577 wurden die Bestimmungen zugunsten der Protestanten geändert: „Es dürfen keine Bücher verkauft werden ohne Genehmigung unserer Orts-Beamten oder, soweit die sogenannte reformierte Religion betreffenden Bücher in Betracht kommen, ohne Genehmigung der Kammern, welche wir in den Parlamenten für die Angelegenheiten der sogenannten Reformierten bilden werden. Verboten ist der Druck und die Verbreitung von libelles diffamatoires.“

### Spanien
In Spanien wurde den Inquisitoren im Jahre 1549 verboten, die Erlaubnis zum Besitzen oder Lesen verbotener Bücher zu erteilen. Auch sie selbst sollten die ihnen in die Hände fallenden verbotenen Bücher nicht lesen. Die von Papst Julius III. erlassene Bulle aus dem Jahre 1550, die alle bis dahin erteilten Ermächtigungen zum Lesen verbotener Bücher aufhob, wurde auch in Spanien publiziert. Der Spanische Katalog von 1551, der durch den von Karl V. übersandten Löwener Katalog inspiriert war, enthielt als allgemeines Verbot unter anderem alle in die spanische oder andere Volkssprachen übersetzten Bibeln.

## Nach dem Augsburger Religionsfrieden
Auf dem Reichstag zu Speyer im Jahre 1570 wurde verordnet, dass jeder Drucker auf die Reichstagsbestimmungen vereidigt werden müsse. Eine ähnliche Bestimmung findet sich in der Reichspolizei-Ordnung von 1577, jedoch solle „nichts, so der christlichen allgemeinen Lehre und zu Augspurg auffgerichten Religionsfrieden ungemäss und widerwertig“, gedruckt werden. Sixtus V. (Pontifikat 1585–1590) ersetzte die allgemeinen Regeln des Index Romanus. In seiner 7. Regel wird bestimmt:

„Bibeln oder Teile von Bibeln in Übersetzungen in der Volkssprache, auch von Katholiken, werden ohne neue spezielle Erlaubniss des apostolischen Stuhls nirgendwo gestattet; Paraphrasen in der Volkssprache werden unbedingt verboten.“

Clemens VIII. bestätigte in einer Bulle vom 17. Oktober 1595 im Prinzip wieder die alten allgemeinen Regeln, fügte der 4. aber eine Verschärfung hinzu, die quasi die Bestimmungen Pauls IV. wiederherstellte und nach der nur im Auftrag des Papstes oder der Römischen Inquisition Dispense erteilt werden durften:

„Es ist zu bemerken, dass durch diese Regel den Bischöfen, Inquisitoren oder Ordensoberen nicht aufs neue die Vollmacht gegeben wird, die Erlaubnis zum Kaufen, Lesen oder Besitzen von Bibeln oder Teilen des Alten oder Neuen Testaments oder Summarien und geschichtlichen Kompendien der Bibel oder biblischer Bücher in der Volkssprache zu erteilen, nachdem ihnen diese Vollmacht durch das Mandat und den Usus der Römischen Inquisition entzogen worden.“

Mit diesem Zusatz blieb die Regel bis 1758 gültig. Wie mit ihm in den einzelnen Ländern umgegangen wurde, war unterschiedlich. In einem katholischen Land wie Bayern war er Staatsgesetz; vor allem Buchhändler verloren bei Verstoß ihre Lizenz. In Württemberg dagegen, einem Hort des Protestantismus, war der Index eher eine Positivliste. Anwendung fand er aber auch bis ins 20. Jahrhundert in katholischen Eliteschulen im säkularen Frankreich, das den römischen Index sonst so gut wie nie anwandte.

### Päpstliche Maßnahmen
Pius IV. (Pontifikat 1559–1565) fügte zum Index Romanus auch allgemeine Regeln hinzu. In der ersten gedruckten und veröffentlichten Version von 1559 stehen 30 lateinische Gesamtausgaben der Heiligen Schrift, 10 Ausgaben des Neuen Testaments und zwei kurze allgemeine Regeln für Bibeln in fremden Sprachen.

“Biblia omnia vulgari idiomate, scilicet Germanico, Gallico, Hispanico, Italico, Anglico sive Flandrico, &c. conscripta, nullatenus vel imprimi, vel legi, vel teneri possint absque licentia sacri officii S. Romanse inquisitionis. […]
 Novi Testamenti libri vulgari idiomate conscripti sine licentia in scriptis habita ab officio S. Romanae et universalis inquisitionis nullatenus vel imprimi vel teneri possint.”

„Alle Bibeln in der Volkssprache, in deutscher, französischer, italienischer, englischer oder flandrischer Sprache u.s.w. dürfen nicht gedruckt, gelesen oder behalten werden ohne (schriftliche) Erlaubnis des heiligen Officiums der Römischen und allgemeinen Inquisition. […]
 Alle Neuen Testamente in der Volkssprache, in deutscher, französischer, italienischer, englischer oder flandrischer Sprache u.s.w. dürfen nicht gedruckt, gelesen oder behalten werden ohne (schriftliche) Erlaubnis des heiligen Officiums der Römischen und allgemeinen Inquisition.“

In der 18. Sitzung des Konzils von Trient am 26. Februar 1562 beschloss man allgemeine Indizierungsregeln auszuarbeiten. Am 3./4. Dezember 1563 beschloss das Konzil, seinen Vorschlag, das Decretum de indice librorum, dem Papst zur endgültigen Adaption vorzulegen. Mit der Bulle Dominici gregis custodiae wurde der Index tridentinus am 24. März 1564 vom Papst veröffentlicht. Darin waren alle Schriften aller „Häresiarchen“ (alle Reformatoren) erfasst, egal ob sie Theologie, fromme Worte oder Naturbeschreibungen enthielten. Speziell auf Bibeln gingen die Regeln 3 und 4 ein.

REGULA III.

 [1] Versiones scriptorum etiam ecclesiasticorum, quae hactenus editae sunt a damnatis auctoribus, modo nihil contra sanam doctrinam contineant, permittuntur.

 [2] Librorum autem veteris Testamenti versiones, viris tantum doctis et piis, judicio Episcopi concedi poterunt, modo hujusmodi versionibus, tanquam elucidationibus Vulgatae editionis, ad intelligendam sacram Scripturam, non autem tamquam sacro textu, utantur.

 [3] Versiones vero novi Testamenti ab auctoribus primae classis hujus Indicis factae, nemini concedantur, quia utilitatis parum, periculi vero plurimum lectoribus ex earum lectione manare solet.

 [4] Si quae vero adnotationes cum hujusmodi, quae permittuntur, versionibus, vel cum Vulgata editione circumferuntur, expunctis locis suspectis a Facultate Theologica alicujus Universitatis catholicae, aut Inquisitione generali, permitti eisdem poterunt, quibus et versiones.

 [5] Quibus conditionibus totum volumen Bibliorum, quod vulgo Biblia Vatabli dicitur, aut partes ejus, concedi viris piis et doctis poterunt.

 [6] Ex Bibliis vero Isidori Clarii Brixiani prologus et prolegomena praecidantur; ejus vero textum, nemo textum Vulgatae editionis esse existimet.
REGULA IV.

 [1] Cum experimento manifestum sit, si sacra Biblia vulgari lingua passim sine discrimine permittantur, plus inde, ob hominum temeritatem, detrimenti, quam utilitatis oriri; hac in parte judicio Episcopi, aut Inquisitoris stetur, ut cum consilio Parochi, vel confessarii Bibliorum, a catholicis auctoribus versorum, lectionem in vulgari lingua is concedere possint, quos intellexerint ex hujusmodi lectione non damnum, sed fidei atque pietalis augmentum capere posse; quam facultatem in scriptis habeant.

 [2] Qui autem absque tali facultate ea legere, seu habere praesumpserit, nisi prius Bibliis Ordinario redditis, peccatorum absolutionem percipere non possit.

 [3] Bibliopolae vero, qui praedictam facultatem non habenti Biblia idiomate vulgari conscripta vendiderint, vel alio quovis modo concesserint, librorum pretium in usus pios ab Episcopo convertendum, amittant; aliisque poenis pro delicti qualitate, ejusdem Episcopi arbitrio, subjaceant.

 [4] Regulares vero, nonnisi facultate a Praelatis suis habita, ea legere, aut emere possint.

„Regel 3

 [1] Die von Autoren der 1. Klasse bis jetzt herausgegebenen Übersetzungen älterer, auch kirchlicher Schriftsteller (von Kirchenvätern u.s.w.) werden, wenn sie nichts gegen die gesunde Lehre enthalten, erlaubt.

 [2] Die von Autoren der 1. Klasse herrührenden (lateinischen) Übersetzungen von alttestamentlichen Büchern dürfen Gelehrten und frommen Männern von den Bischöfen gestattet, aber nur als Erläuterungen der Vulgata zum Verständnis der heiligen Schrift, nicht als Bibeltext gebraucht werden.

 [3] Dagegen sollen (lateinische) Übersetzungen des Neuen Testaments von Autoren der 1. Klasse niemand gestattet werden, weil das Lesen derselben den Lesern wenig Nutzen, aber sehr viel Gefahr zu bringen pflegt.
 [4] Wenn mit derartigen Übersetzungen des Alten Testaments oder mit der Vulgata Anmerkungen von Autoren der 1. Klasse verbunden sind, können sie frommen und gelehrten Männern gestattet werden, nachdem die verdächtigen Stellen von einer theologischen Fakultät oder von der Römischen Inquisition entfernt worden sind.

 [5] Dieses gilt speziell von der sogenannten Bibel des Vatablus.

 [6] Aus den Bibeln des Isidorus Clarius sind Vorwort und Prolegomena zu entfernen; den Text derselben aber möge niemand für den Text der Vulgata halten.
Regel 4

 [1] Da die Erfahrung lehrt, dass, wenn das Lesen der Bibel in der Volkssprache allen ohne Unterschied gestattet wird, daraus wegen der Verwegenheit der Menschen mehr Schaden als Nutzen entsteht, so soll in dieser Beziehung das Urtheil des Bischofs und Inquisitors massgebend sein: diese sollen nach dem Rate des Pfarrers oder Beichtvaters das Lesen der Bibel in Übersetzungen in der Volkssprache, die von katholischen Autoren herrühren, denjenigen gestatten dürfen, von denen sie erkennen, dass ihnen diese Lektüre keinen Schaden, sondern Mehrung des Glaubens und der Frömmigkeit bringen könne. Diese Erlaubnis soll schriftlich erteilt werden.

 [2] Wer ohne eine solche Erlaubnis eine Bibel in der Volkssprache liest oder hat, soll von seinen Sünden nicht losgesprochen werden können, bis er sie dem Bischof abgeliefert hat.

 [3] Buchhändler, welche Bibeln in der Volkssprache solchen, die jene Erlaubnis nicht haben, verkaufen oder sonstwie verschaffen, sollen den Preis der Bücher zahlen, den der Bischof zu frommen Zwecken zu verwenden hat, und anderen je nach der Beschaffenheit des Vergehens von dem Bischof zu verhängenden Strafen verfallen.

 [4] Ordensgeistliche dürfen solche Bibeln nicht ohne Erlaubnis ihrer Oberen lesen und kaufen.“

Die Regeln wurden bis zur Reform im Jahre 1758 in jeder Version abgedruckt. Gläubigen war es bei Strafe der Exkommunikation verboten, diese Bücher herzustellen, zu lesen, zu besitzen, zu kaufen, zu verkaufen oder zu verschenken.
Papst Gregor XV. verbot in einer Bulle vom 30. Dezember 1622, den Laien das Lesen von Bibeln in der Volkssprache zu gestatten. Von 1618 bis 1648 tobte der Dreißigjährige Krieg, der auch ein Religionskrieg war. Alexander VII. (Pontifikat 1655–1667) ließ in seinem Index von 1664 die 4. Regel bestehen und setzte zusätzlich alle Bibelübersetzungen – in welcher Sprache auch immer – auf den Index. Nach anderer Auslegung hat er nur die 4. Regel bestätigt.
Im Kampf gegen den Jansenismus erließ Clemens XI. im Jahre 1713 die Bulle Unigenitus dei filius, in der er 101 Ausschnitte des Werks Abbregé de la morale de l’Evangile, ou, Pensées Chrétiennes sur le texte des quatre Evangelistes, einem Neuen Testament mit Anmerkungen von Pasquier Quesnel, verdammte. Darunter folgende Propositio:
| 79. | “Utile et necessarum est omni tempore, omni loco, et omni personarum generi, studere el cognoscere spiritum, pietatem et mysteria sacræ Scripturæ.”                            | “Es ist nützlich und notwendig zu allen Zeiten, an allen Orten und für jedermann, den Geist, die Frömmigkeit und die Geheimnisse der heiligen Schrift zu erforschen und kennen zu lernen.”                    |
| 80. | “Lectio sacræ Scripturæ est pro omnibus.” | „Das Lesen der heiligen Schrift ist für alle.“ |
| 81. | “Obscuritas sancti verbi Dei non est laicis ratio dispensandi se ipsos ab ejus lectione.”                                                                                      | “The obscurity of the Holy Word of God is not a reason why laymen should excuse themselves from reading it.”                                                                                                  |
| 82. | “Dies Dominicus a Christianis debet sanctificari lectionibus pietatis et super omnia sanctarum Scripturarum.”                                                                  | “The Lord’s day ought to be hallowed by Christians by readings of piety, and, above all, of the Holy Scripture.”                                                                                              |
| 83. | “Damnosum est, velle Christianum ad hac lectione retrahere.” | “It is injurious to wish that a Christian draw back from that reading.” |
| 84. | “Abripere e Christianorum manibus novum Testamentum seu eis illud clausum tenere auferendo eis modum istud intelligendi, est illis Christi os obturare.”                       | „To snatch the New Testament from the hands of Christians, or to keep it closed to them by taking away from them this manner of understanding it, is to close to them the mouth of Christ.“                   |
| 85. | “Interdicere Christianis lectionem sacræ Scripturæ, præsertim Evangelii, est interdicere usum luminis filiis lucis et facere, ut patiantur speciem quamdam excommunicationis.” | “To forbid to Christians the reading of the Holy Scriptures, especially the Four Gospels, is to forbid the use of light to the sons of light, and to cause them to suffer a certain kind of excommunication.” |

Die Bulle war wegen verschiedener Dinge auch im französischen Klerus umstritten, unter anderem weil sie auch verschiedene Sätze aus der Bibel und von Kirchenvätern verdammte. Aber 1719 wurde im Breve Pastoralis officii allen die Exkommunikation angedroht, die sich der Bulle nicht unterwarfen. Auf dem Laterankonzil bestätigte Benedikt XIII. im Jahre 1725 die Bulle Unigenitus dei filius.
Später wurden auch alle Paraphrasen, Zusammenfassungen und „Biblische Geschichten“ in den Volkssprachen verboten. Im 18. Jahrhundert versuchte man von der Einzeldispens abzurücken, jetzt sollte jede von einer zuständigen kirchlichen Obrigkeit genehmigte Bibelübersetzung generell für alle Laien als erlaubt angesehen werden. Dieser weiten Interpretation der vierten Indexregel schloss sich im Jahre 1757 Benedikt XIV. an. (Dies hielt bis 1836.)
Eine spätere Verordnung der römischen Bücherzensur von 1757 gestattete nur Übersetzungen mit erklärenden, aus den Kirchenvätern entnommenen Anmerkungen und mit päpstlicher Approbation.
Papst Clemens XIII. (Pontifikat 1758–1769) führte in seinem Kirchenstaat die Galeerenstrafe für das Verwenden italienischer Bibelübersetzungen ein.
Pius VII. untersagte in zwei Breven an den Erzbischof von Gniezno und Primas von ganz Polen (29. Juni 1816) und an den Erzbischof von Mahiljou (3. September) den Gebrauch der polnischen Bibel, die 1599 in Krakau mit Erlaubnis von Clemens VIII. erschienen war. Darin heißt es:

„Wir haben schon längst dies schändliche Unternehmen verabscheut, durch welches der wahre Grundpfeiler der Religion untergraben wird; haben, indem wir alle Cardinäle zu Rathe gezogen, mit der äussersten Sorge und Aufmerksamkeit auf Maasregeln gesonnen, um diese Pest zu entdecken und auszurotten in alle Wege – in Gehorsam gegen die Vorschriften unserer Kirche habt ihr gezeigt, daß die von Ketzern gedruckte Bibel unter die verbotenen Bücher zu rechnen, den Vorschriften des Index (Sec. L. Reg. IV.) zufolge. Die Erfahrung hat in der That bewiesen, daß die heilige Schrift, wenn sie in der Landessprache umgeht, durch den Leichtsinn der Menschen, mehr Schaden als Vortheil gestiftet hat. (Reg. IV.) – Daher ist es nothwendig, den heilsamen Beschluß vom 13. Jun. 1757 zu erneuern, welcher alle Uebersetzungen der heiligen Schrift in die Landessprachen verbietet, mit Ausnahme derjenigen, welche von dem apostolischen Stuhle genehmigt und mit Anmerkungen aus den Werken der heiligen Väter herausgegeben sind.“

Die Epistola encyclica vom 3. Mai 1824 von Leo XII. ließ ebenfalls keine liberalen Einstellungen erwarten.
Im Jahre 1836 nahm Gregor XVI. die 1757 gemachte Erleichterung zurück. Seine Enzyklika Inter praecipuas aus dem Jahre 1844 sprach sich gegen volkssprachige Bibeln der Bibelgesellschaften aus. Seit den Anfängen des Christentums sei der Trick der Häretiker gewesen, den Wortlaut der Schrift zu verfälschen und ihn durch Auslegung zu verdrehen. „Es stecke daher tiefe Weisheit in der bisherigen katholischen Praxis, Laien die eigenständige Lektüre von Bibelausgaben in der Volkssprache gar nicht oder nur mit erheblichen Kautelen zu gestatten, denn sie drohe letztlich die Lehrautorität der Kirche zu unterminieren.“
In seiner Antrittsenzyklika Qui pluribus sprach Pius IX. im Jahre 1846 von „den überaus verschmitzten Bibelgesellschaften, die den alten Kunstgriff der Häretiker erneuert und die Bücher der göttlichen Schriften, entgegen den allerheiligsten Vorschriften der Kirche, in alle Landessprachen übersetzen und mit oft verdrehten Erklärungen versehen.“
Am 25. Januar 1896 erließ Leo XIII. mit der Konstitution Officiorum ac munerum neue Regeln für den Index Romanum. Veröffentlicht wurde sie am 25. Januar 1897. Sie enthielt allgemein einige Erleichterungen und es waren auch nicht mehr automatisch alle Bücher der Protestanten erfasst.

„I. Religionsbücher der Nichtkatholiken.
 2. Die Bücher der von der Kirche Abgefallenen, sowie der Irrgläubigen, der Schismatiker und sonstiger Schriftsteller, welche die Häresie oder das Schisma verfechten, oder welche die Grundlagen der [natürlichen] Religion, wie immer auch, untergraben, sind durchaus verboten.
 3. Gleichfalls sind verboten die Bücher von Nichtkatholiken, die ausdrücklich über Religion handeln, sofern nicht feststeht, daß in ihnen nichts gegen den katholischen Glauben enthalten ist.
II. Ausgaben der heiligen Schrift
 1. Die von Nichtkatholiken veröffentlichten Originaltexte der hl. Schrift, sowie die der alten katholischen Übersetzungen […] werden nur jenen, die den theologischen oder biblischen Studien obliegen, gestattet, vorausgesetzt, daß nicht jene Ausgaben in den Vorreden oder Anmerkungen die katholischen Glaubenssätze bekämpfen.
 2. Alle – auch von Katholiken – in der Landessprache angefertigten Bibelübersetzungen werden durchaus (omnino) verboten, wenn sie nicht vom Apostolischen Stuhle genehmigt – oder wenn sie nicht unter der Obhut der Bischöfe mit Anmerkungen, die den Kirchenvätern und gelehrten katholischen Schriftstellern entnommen wurden, versehen sind.
 3. Es werden alle von Nichtkatholiken angefertigte Bibelübersetzungen und insbesondere jene die von den (protestantischen) Bibelgesellschaften verbreitet werden, verboten, weil bei diesen die heilsamen Vorschriften der Kirche über die Herausgabe der hl. Bücher ganz und gar mißachtet sind. Nur den sich mit theologischen oder biblischen Studien Beschäftigenden werden sie zur Benutzung gestattet (vgl. oben Nr. II, 1).
VI. Über die Erlaubnis, die verbotenen Bücher zu lesen und zu bewahren.
 1. Dieselbe muß vom Apostolischen Stuhle oder dessen Bevollmächtigten gewährt sein. (Als Bevollmächtigte gelten die Indexkongregation und die Propaganda; desgleichen die Bischöfe in den einzelnen Diözesen). Der Papst fügt die Mahnung bei:
 2. Alle jene, welche die Erlaubnis erhalten, Indexbücher zu lesen, mögen eingedenk sein, daß sie durch ein strenges Gebot gehalten sind, jene Bücher so zu verwahren, daß sie nicht Unbefugten in die Hände fallen.“

Unter II, 2 waren auch die Bibelnachdrucke von Leander van Eß erfasst, auch wenn sie eine alte Approbation enthielten, da die Übersetzung ohne Anmerkungen gedruckt war. Die erste Ausgabe mit Anmerkungen aus dem Jahre 1820 stand extra auf dem Index.
Ein Beispiel zwischen Erstem und Zweitem Weltkrieg ist Franz Stephan Griese, der für sein Werk Die Briefe des Heiligen Paulus 1919 in Paderborn keine Druckerlaubnis erhielt, das aber 1923 in Köln ohne sein Wissen mit kirchlicher Druckerlaubnis erschien.

### Uracher Bibelanstalt
Aus eigenen Mitteln sowie mit der Unterstützung des Herzogs Christoph von Württemberg und weiterer protestantischer Herrscher gründete Hans Ungnad die Uracher Bibelanstalt. In Württemberg hatten Bibelverbote keine Gültigkeit. 1562/1563 übersetzten Primož Trubar, Anton Dalmata und Stephan Consul die Bibel in südslawische Sprachen. Ihre Bibelübersetzungen gelten als der Beginn des slowenischen Schrifttums. Die übersetzten Bibeln wurden sowohl in glagolitischen wie auch in kyrillischen Lettern gedruckt und geschmuggelt.

### Schweiz
Am 27. Mai 1747 wurde Jakob Schmidlin („Sulzijoggi“) als führender Kopf einer Bibelbewegung im Kanton Luzern im Galgenwäldli an der Emme gehängt. Mit seiner Leiche wurde auch eine Lutherbibel verbrannt. Er wird deshalb auch als der „letzte Märtyrer der Schweiz“ bezeichnet. Wo sein Hof stand, wurde eine Schandsäule errichtet. Von über 100 Mitangeklagten dieser Bewegung (aus Ruswil, Wohlausen, Werthenstein, Menznau, Malters, Kriens und Udligenswil) wurde 82 weitere bestraft, zum größten Teil mit ewiger Landesverbannung. Da die Bibel Kern und Ausgangspunkt der „Irrgläubigen“ war, erließ die Obrigkeit nach dem Prozess einen Erlass, der ein allgemeines Bibelverbot für Laien beinhaltete:

„Wollen hiermit auch allen und jeden unserer Untertanen, so nicht gelehrt sind, nicht nur die unkatholischen und verbotenen Bücher, sondern auch gute Bibeln zu verkaufen und an sich zu bringen, auf was weise das wäre, untersagt haben, mit dem noch ferneren Ansinnen, dass welche noch dato Bibeln oder andere verbotene oder sonst verführerische Bücher hätten, sie solche innert vierzehn Tagen, von Verkündigung dies Rufs an, ihren Seelsorgern oder Pfarrherren einliefern sollen, oder wo dergleichen hinter ihnen kurz oder lang gefunden würden, werden wir gegen solche mit all angemessener Schärfe verfahren …“

Ab 1833 wurden dann in Luzern systematisch Bibeln verkauft.

### Österreich
Im Kaisertum Österreich galt das seit 13. Oktober 1781 veröffentlichte Toleranzpatent. Joseph II. erließ zusätzlich noch am 22. Juni 1782 und 12. Oktober 1782 Hofdekrete, die explizit den Import und den Druck protestantischer Bücher erlaubten und bestimmten, dass konfiszierte zurückgegeben werden sollten, solange sie keine Schmähungen der katholischen Kirche enthielten. Üblicherweise wurde dies beachtet, aber nicht immer und überall. Im Jahre 1854 ließ die Polizeidirektion von Buda die 121 bei der evangelischen Gemeinde gefundenen Bibeln, bis auf ein Exemplar, „woran der Pfarrer genug habe“, in einer Papierfabrik zu Brei verarbeiten und übergab der evangelischen Gemeinde die 21 Kreuzer Erlös. Auch in Deutschland gab es zu dieser Zeit ein relativ entspanntes Verhältnis zu volkssprachlichen Bibeln und protestantischen Schriften.

### Italien
Während der kurzen Zeit der Römischen Republik im Jahre 1849 wurden in Rom über 3600 Exemplare des italienischen Neuen Testaments gedruckt. Nach der Wiedererstehung des Kirchenstaates beließ die Regierung diese Bücher beim amerikanischen Gesandten, versiegelte sie aber. Täglich kontrollierte die Polizei, ob die Siegel unversehrt waren. Nach einiger Zeit kaufte die Regierung die Bibeln, um sie nach und nach zu verbrennen. Bei Einreise in den Kirchenstaat konnten auch einzelne persönliche Bibeln beschlagnahmt werden, namentlich Ausgaben von Giovanni Diodati, und man konnte für kurze Zeit ins Gefängnis wandern. Der päpstliche Legat und der Finanzminister bedauerten das Geschehen. Aber es gab auch Hausdurchsuchungen. In Nizza, damals beim Königreich Sardinien, lagerten 1851 im Zollhaus mehrere französische Bibelkisten. Der Minister des Inneren hätte nichts gegen die Freigabe gehabt, aber der Bischof von Nizza hätte zustimmen müssen. Groß war der Unterschied im Großherzogtum Toskana. Vor 1849 war es schon unter Leopold II. als sehr liberal bekannt. Es gab drei protestantische Kirchen, eine englische, eine schottische und eine französische. In letzterer wurden auch italienische Messen abgehalten. Nach der kurzzeitigen Republikszeit und einer Konterrevolution änderte sich dies. Am 18. Mai 1849 wurden in einer Buchdruckerei 3000 Exemplare einer italienischen katholischen Bibelübersetzung von Martini, dem Erzbischof von Florenz, beschlagnahmt und verbrannt, die mit Erlaubnis gedruckt worden waren. Protestanten wurden noch mehr verfolgt. 1851 wurden Gottesdienste in italienischer Sprache verboten und der Besitz protestantischer italienischer Bibeln reichte für Verurteilungen. Prominentester Gefangener war Graf Piero Guicciardini, der mit sechs anderen verhaftet wurde. Sie hatten sich am 7. Mai 1851, dem Tag vor seiner freiwilligen Abreise ins religionsbedingte Exil, getroffen und zusammen die Heilige Schrift gelesen. Er wurde deshalb wegen Gotteslästerung zu einer sechsmonatigen Gefängnisstrafe verurteilt, die dann in Verbannung umgewandelt wurde.

### Spanien und Lateinamerika
1790 erschien die zweite spanische Bibelübersetzung.
Am 7. Dezember 1859 fand vor dem Palast des Erzbischofs in Santa Fe de Bogotá in der damaligen Granada-Konföderation eine große Bibelverbrennung statt.

## Heute
Heute ist CIC 825 (zuvor CIC 1391) maßgeblich:

„§ 1. Die Bücher der Heiligen Schrift dürfen nicht herausgegeben werden, ohne daß sie vom Apostolischen Stuhl oder von der Bischofskonferenz genehmigt sind;
 ebenso wird auch bei der Herausgabe ihrer Übersetzungen in eine Landessprache verlangt, daß sie von derselben Autorität genehmigt und zugleich mit notwendigen und hinreichenden Erklärungen versehen sind.
 § 2. Katholische Gläubige können mit Erlaubnis der Bischofskonferenz Übersetzungen der Heiligen Schrift, versehen mit entsprechenden Erklärungen, auch gemeinsam mit den getrennten Brüdern erarbeiten und herausgeben.“